# Pallacanestro Cantù 1982-1983
Questa voce raccoglie le informazioni riguardanti la Pallacanestro Cantù nelle competizioni ufficiali della stagione 1982-1983.

## Stagione
La stagione 1982-1983 della Pallacanestro Cantù sponsorizzata Ford, è la 28ª nel massimo campionato italiano di pallacanestro, la Serie A1.
Con l'avvio della nuova stagione ci fu l'addio di Valerio Bianchini, emergente allenatore che con Cantù aveva trovato le luci della ribalta, così Aldo Allievi, in controtendenza a tutte le decisioni precedenti (Corsolini, Taurisano e Bianchini) decise di scegliere un tecnico esperto in grado di guidare la formazione canturina ad altissimi livelli. Fu in questo modo che arrivò Giancarlo Primo, ex commissario tecnico della Nazionale. Anche la coppia di statunitensi venne cambiata, Bruce Flowers approdò in NBA, mentre C.J. Kupec andò in A2 all'Alpe Bergamo, allenata da Carlo Recalcati. Arrivarono così Wallace Bryant e Jim Brewer.
Al debutto in campionato Cantù venne battuta a Roma dall'ex Valerio Bianchini e poi da Varese. Giunsero così critiche immediate a Giancarlo Primo e ai suoi giocatori, proprio prima di partire per i Paesi Bassi dove si doveva tenere la Coppa Intercontinentale. Lontani dalla polemica i canturini salirono sul tetto del mondo, vincendo tutte e cinque le partite, conquistando la seconda Coppa Intercontinentale della sua storia. Il ritorno in campionato non fu felice perché la Pallacanestro Cantù perse ancora e si ritrovarono sul fondo della classifica. Il vero campionato iniziò il 17 ottobre grazie alla vittoria a Milano sul Billy Milano, campione d'Italia. A questo punto la Ford Cantù prese il decollo: finì il girone d'andata al quarto posto e superò il Fribourg Olympic nei quarti di Coppa dei Campioni. Nel girone delle semifinali i canturini batterono Billy Milano, Cibona Zagabria, Real Madrid e Maccabi Tel Aviv, mentre non riuscirono a chiudere da imbattuti l'andata contro il CSKA Mosca. Nel ritorno, al penultimo turno i brianzoli persero a Tel Aviv e così dovettero battere il CSKA Mosca per poter accedere alla finale di Grenoble contro il Billy Milano, vincitore sul Maccabi Tel Aviv che vide così svanire la possibilità di rivincita. Per quanto riguarda invece il campionato la Pallacanestro Cantù concluse in quarta posizione. Il 24 marzo nella finale si videro Campioni d'Italia contro Campioni d'Europa e del Mondo in carica, Dino Meneghin contro Pierluigi Marzorati. Cantù prese immediatamente le redini del gioco in mano e si ritrovò perfino a +15, però i milanesi furono capaci di rimontare e di rimettersi in corsa. A quarantacinque secondi dalla fine i punti di vantaggio per Cantù erano sette e le sorti della partita sembravano segnate, tanto che Wallace Bryant si mise ad esultare come se avesse già vinto. Infatti la partita non era finita. Il Billy Milano rimontò e riuscì ad arrivare a -1 a tredici secondi dalla fine e palla in mano. Mike D'Antoni pescò libero dall'angolo Franco Boselli il quale fallì il tiro della vittoria, ma il rimbalzo fu preda di Vittorio Gallinari che venne cancellato dalla stoppata di Jim "Pantera" Brewer che, sulla sirena, diede inizio all'invasione del popolo biancoblù per festeggiare la seconda Coppa dei Campioni consecutiva. Tornati a Cantù iniziarono i playoffs dove nei quarti i canturini superarono la Sinudyne Bologna con qualche difficoltà e si qualificarono per le semifinali contro il Banco Roma. A Roma la Pallacanestro Cantù vinse a sorpresa contro la Pallacanestro Virtus Roma che aveva dominato l'intera stagione, mentre al Pianella poi passarono i romani che vinsero anche la bella in casa ed eliminarono Cantù.

## Roster
|    | Naz.                   | Ruolo | Sportivo             |  |  |  | Note |
| -- | ---------------------- | ----- | -------------------- |  |  |  | ---- |
| 4  | Italia (bandiera)      | A     | Denis Innocentin     |  |  |  |      |
| 5  | Italia (bandiera)      | AC    | Fausto Bargna        |  |  |  |      |
| 6  | Italia (bandiera)      | P     | Giorgio Cattini      |  |  |  |      |
| 8  | Italia (bandiera)      | AG    | Beppe Bosa           |  |  |  |      |
| 9  | Italia (bandiera)      | A     | Antonio Sala         |  |  |  |      |
| 10 | Stati Uniti (bandiera) | AC    | Jim Brewer           |  |  |  |      |
| 12 | Italia (bandiera)      | G     | Antonello Riva       |  |  |  |      |
| 14 | Italia (bandiera)      | P     | Pier Luigi Marzorati |  |  |  |      |
| 15 | Stati Uniti (bandiera) | C     | Wallace Bryant       |  |  |  |      |
| 18 | Italia (bandiera)      | AG    | Renzo Bariviera      |  |  |  |      |
| -  | Italia (bandiera)      | P     | Corrado Fumagalli    |  |  |  |      |
|    | Italia (bandiera)      | ALL.  | Giancarlo Primo      |  |  |  |      |

## Mercato
| Acquisti | Acquisti        | Acquisti          | Acquisti   |
| R.       | Nome            | da                | Modalità   |
| -------- | --------------- | ----------------- | ---------- |
| ALL      | Giancarlo Primo | Pielle Livorno    | definitivo |
| C        | Wallace Bryant  | S. Francisco Dons | definitivo |
| AC       | Jim Brewer      | L.A. Lakers       | definitivo |

| Cessioni | Cessioni            | Cessioni            | Cessioni       |
| R.       | Nome                | a                   | Modalità       |
| -------- | ------------------- | ------------------- | -------------- |
| ALL      | Valerio Bianchini   | Virtus Roma         | fine contratto |
| C        | Bruce Flowers       | Cleveland Cavaliers | fine contratto |
| AG       | C.J. Kupec          | Alpe Bergamo        | fine contratto |
| PG       | Umberto Cappelletti | Alpe Bergamo        | fine contratto |
| C        | Marco Martin        | Pall. Brindisi      | fine contratto |

## Risultati
| Coppa Intercontinentale 1982 |
| ---------------------------- |
| Ford Cantù2º titolo          |

| Coppa dei Campioni 1982-1983 |
| ---------------------------- |
| Ford Cantù2º titolo          |